# NHL (1956/1957)
Sezon NHL 1956-1957 był 40. sezonem ligi NHL. Sześć zespołów rozegrało po 70 meczów w sezonie zasadniczym. Puchar Stanleya zdobyła drużyna Montreal Canadiens.

## Sezon zasadniczy
M = Mecze, W = Wygrane, P = Przegrane, R = Remisy, PKT = Punkty, GZ = Gole Zdobyte, GS = Gole Stracone, KwM = Kary w minutach
| Drużyna             | M  | W  | P  | R  | PKT | GZ  | GS  | KwM |
| ------------------- | -- | -- | -- | -- | --- | --- | --- | --- |
| Detroit Red Wings   | 70 | 38 | 20 | 12 | 88  | 198 | 157 | 656 |
| Montreal Canadiens  | 70 | 35 | 23 | 12 | 82  | 210 | 155 | 870 |
| Boston Bruins       | 70 | 34 | 24 | 12 | 80  | 195 | 174 | 978 |
| New York Rangers    | 70 | 26 | 30 | 14 | 66  | 184 | 227 | 870 |
| Toronto Maple Leafs | 70 | 21 | 34 | 15 | 57  | 174 | 192 | 829 |
| Chicago Black Hawks | 70 | 16 | 39 | 15 | 47  | 169 | 225 | 809 |

### Najlepsi strzelcy
| Zawodnik        | Drużyna             | Mecze | Bramki | Asysty | Punkty | Kary w minutach |
| --------------- | ------------------- | ----- | ------ | ------ | ------ | --------------- |
| Gordie Howe     | Detroit Red Wings   | 70    | 44     | 45     | 89     | 72              |
| Ted Lindsay     | Detroit Red Wings   | 70    | 30     | 55     | 85     | 103             |
| Jean Beliveau   | Montreal Canadiens  | 69    | 33     | 51     | 84     | 105             |
| Andy Bathgate   | New York Rangers    | 70    | 27     | 50     | 77     | 60              |
| Ed Litzenberger | Chicago Black Hawks | 70    | 32     | 32     | 64     | 48              |

## Playoffs

### Półfinały
| Detroit Red Wings – Boston Bruins                        | Detroit Red Wings – Boston Bruins | Detroit Red Wings – Boston Bruins | Detroit Red Wings – Boston Bruins | Detroit Red Wings – Boston Bruins | Detroit Red Wings – Boston Bruins |
| Data                                                     | Wyjazd                            | Wyjazd                            | Dom                               | Dom                               |                                   |
| -------------------------------------------------------- | --------------------------------- | --------------------------------- | --------------------------------- | --------------------------------- | --------------------------------- |
| 26 marca                                                 | Boston                            | 3                                 | 1                                 | Detroit                           |                                   |
| 28 marca                                                 | Boston                            | 2                                 | 7                                 | Detroit                           |                                   |
| 31 marca                                                 | Detroit                           | 3                                 | 4                                 | Boston                            |                                   |
| 2 kwietnia                                               | Detroit                           | 1                                 | 2                                 | Boston                            |                                   |
| 4 kwietnia                                               | Boston                            | 4                                 | 3                                 | Detroit                           |                                   |
| Boston wygrał 4:1 i awansował do finału Pucharu Stanleya |                                   |                                   |                                   |                                   |                                   |

| New York Rangers – Montreal Canadiens                      | New York Rangers – Montreal Canadiens | New York Rangers – Montreal Canadiens | New York Rangers – Montreal Canadiens | New York Rangers – Montreal Canadiens | New York Rangers – Montreal Canadiens | New York Rangers – Montreal Canadiens |
| Data                                                       | Wyjazd                                | Wyjazd                                | Dom                                   | Dom                                   |                                       |                                       |
| ---------------------------------------------------------- | ------------------------------------- | ------------------------------------- | ------------------------------------- | ------------------------------------- | ------------------------------------- | ------------------------------------- |
| 26 marca                                                   | Montreal                              | 4                                     | 1                                     | NY Rangers                            |                                       |                                       |
| 28 marca                                                   | Montreal                              | 3                                     | 4                                     | NY Rangers                            | Po dogrywce                           |                                       |
| 30 marca                                                   | NY Rangers                            | 3                                     | 8                                     | Montreal                              |                                       |                                       |
| 2 kwietnia                                                 | NY Rangers                            | 1                                     | 3                                     | Montreal                              |                                       |                                       |
| 4 kwietnia                                                 | NY Rangers                            | 3                                     | 4                                     | Montreal                              | Po dogrywce                           |                                       |
| Montreal wygrał 4:1 i awansował do finału Pucharu Stanleya |                                       |                                       |                                       |                                       |                                       |                                       |

### Finał Pucharu Stanleya
| Montreal Canadiens – Boston Bruins           | Montreal Canadiens – Boston Bruins | Montreal Canadiens – Boston Bruins | Montreal Canadiens – Boston Bruins | Montreal Canadiens – Boston Bruins | Montreal Canadiens – Boston Bruins |
| Datum                                        | Auswärtsteam                       | Auswärtsteam                       | Heimteam                           | Heimteam                           |                                    |
| -------------------------------------------- | ---------------------------------- | ---------------------------------- | ---------------------------------- | ---------------------------------- | ---------------------------------- |
| 6 kwietnia                                   | Boston                             | 1                                  | 5                                  | Montreal                           |                                    |
| 9 kwietnia                                   | Boston                             | 0                                  | 1                                  | Montreal                           |                                    |
| 11 kwietnia                                  | Montreal                           | 4                                  | 2                                  | Boston                             |                                    |
| 14 kwietnia                                  | Montreal                           | 0                                  | 2                                  | Boston                             |                                    |
| 16 kwietnia                                  | Boston                             | 1                                  | 5                                  | Montreal                           |                                    |
| Montreal wygrał 4:1 i zdobył Puchar Stanleya |                                    |                                    |                                    |                                    |                                    |

## Nagrody
| Art Ross Trophy:              | Gordie Howe, Detroit Red Wings     |
| Calder Memorial Trophy:       | Larry Regan, Boston Bruins         |
| Hart Memorial Trophy:         | Gordie Howe, Detroit Red Wings     |
| Lady Byng Memorial Trophy:    | Andy Hebenton, New York Rangers    |
| Vezina Trophy:                | Jacques Plante, Montreal Canadiens |
| James Norris Memorial Trophy: | Doug Harvey, Montreal Canadiens    |